# Olmedilla de Eliz
Olmedilla de Eliz település Spanyolországban, Cuenca tartományban.  Lakosainak száma 19 fő (2024).

## Népesség
A település népessége az utóbbi években az alábbiak szerint változott:
| Lakosok száma | 31   | 29   | 27   | 23   | 20   | 21   | 16   | 15   | 15   | 19   |
|               | 2001 | 2004 | 2006 | 2009 | 2011 | 2014 | 2016 | 2019 | 2021 | 2024 |